# Rachowice
Rachowice (německy Rachowitz, dříve Buchenlust) je starostenská vesnice v gmině Sośnicowice v okrese Gliwice ve Slezském vojvodství. V letech 1975–1998 patřila pod administrativu Katovického vojvodství.

## Název
V latinské Liber fundationis episcopatus Vratislaviensis z doby biskupa Jindřicha I. z Vrbna v letech 1297–1305 byla uváděna jako Rachowitz.
V letech 1936–1945 byla vesnice v rámci germanizace přejmenována na Buchenlust.

## Historie
Vesnice vznikla v druhé polovině 13. století. V roce 1475 rytíř Mikołaj Bierawa prodal dvůr (statek) a vesnici rytíři Christoforovi Dzieckovi. V roce 1571 Rachowice byly v rukou Larischů a v roce 1602 byl vlastníkem vesnice Orzeski von Syrin. V letech 1625–1711 byla vesnice majetkem rodu von Holy. V roce 1720 majetek nabyl polský hrabě Gabriel Wyhowski. Od roku 1730 byly Rachowice majetkem hrabat von Hoditz, kteří vlastnili sosnicowické statky. V lednu 1945 sovětští vojáci zapálili faru. S farou shořely všechny farní dokumenty včetně matrik.

## Počet obyvatel
V roce 2011 v Rachowicích žilo 711 obyvatel (340 mužů a 371 žen).
V Rachowicích je mateřská škola.

## Transport
Vesnicí vede silnice č. 19185 (Wiejska) a 29325 (Rachowicka), které se napojují na okresní silnici č. 408 vedoucí k dálnici A4.

## Turistika
Vesnicí prochází
- Stezka slezských povstalců
- Stezka dřevěné architektury Slezského vojvodství

## Pamětihodnosti
- dřevěný kostel Svaté Trojice z roku 1305, který je součástí Stezky dřevěné architektury Slezského vojvodství